# Ebersdorf, Hartberg
Ebersdorf là một đô thị thuộc huyện Hartberg thuộc bang Steiermark, nước Áo. Đô thị Ebersdorf, Hartberg có diện tích 17,19 km², dân số thời điểm cuốinăm 2005 là 1191 người.